# نقص (طب)
نقص أو عجز ( بالإنجليزية : Deficiency) ,  وتعني فقدان أو نقص القدرة على القيام بالوظيفة الطبيعية أو الضرورية لوظيفة أخرى.

## المغذيات
سوء التغذية يحدث بسبب نقص واحد أو أكثر من العناصر المغذية للجسم ,  كنقص فيتامين أ الذي يسبب أعراض جفاف العين(جفاف الملتحمة ) و العشا الليلي .

## البروتينات المنتجة داخلياً
نقص البروتينات التي ينتجها الجسم كالإنزيمات يعد السبب الرئيسي لمعظم الاضطرابات الجينية كمرض الخطأ الأيضي الخلقي.